# Nothronychus
Nothronychus („lenochodí dráp“) byl rod terizinosauridního teropodního dinosaura, žijícího na území dnešních Spojených států amerických v období křídy (asi před 92 až 91 miliony let).

## Popis
Stejně jako ostatní zástupci skupiny byl také Nothronychus vybaven bezzubým zobákem, "ptačí" pánví a čtyřprstými zadními končetinami. Chodil po dvou končetinách v poměrně vzpřímené pozici a dosahoval délky asi 4-6 metrů. Hmotnost činila u velkých jedinců až kolem 1,2 tuny. Jiný odhad udává tomuto teropodovi hmotnost kolem 990 kg.
Tito dinosauři žili v bažinaté lesnaté krajině a podle novějších výzkumů byli pravděpodobně býložraví. Mohli být také částečně opeření. Stavba jejich pánevních kostí připomínala stavbu pánve současných ptáků (částečně vytvořené synsacrum). Výzkum mozkovny tohoto dinosaura potvrdil, že z hlediska stavby mozku a nervových výběžků v lebce šlo o typického zástupce evolučně odvozených célurosaurů (v tomto případě therizinosaurů).
Výzkum fosilií počítačovým tomografem ukázal, že tento teropod měl některé obratle pneumatizované (duté a vyplněné vzduchem). Jeho dýchací systém byl zároveň podobný ptačímu, měl tedy tzv. "dvojí dýchání" a jednosměrnou ventilaci.

## Druhy
Typovým druhem je N. mckinleyi, popsaný v roce 2001 z Nového Mexika (geologické souvrství Moreno Hill). Další druh N. graffami byl popsán v roce 2009 z území státu Utah (objeven byl již v roce 2002).